# Oskar Goßler
Carl Oscar (Oskar) Goßler (født 26. juni 1875 i Hamborg, død 15. februar 1953 smst.) var en tysk roer, som deltog i OL 1900 i Paris.
Ved OL stillede Goßler op i firer med styrmand og i otter for Germania Ruder Club, Hamburg. Firer med styrmand blev den mest kontroversielle i den olympiske historie, hvor der blev gennemført to finaler med firer med styrmand, som begge af IOC er erklæret som officielle og der derfor er dobbelte medaljevindere i konkurrencen. 
Germania-båden vandt sit heat i indledende runde, og besætningen bestod foruden Oskar Goßler af hans brødre Gustav og Carl Goßler (styrmand) samt Waldemar Tietgens og Walther Katzenstein. De kom i den anden finale sammen med de to øvrige heatvindere, en hollandsk båd fra Minerva, Amsterdam, og endnu en tysk båd fra Ludwigshafen. Her var Germania-båden klart hurtigst og vandt med fire sekunder ned til Minerva-båden, mens båden fra Ludwigshafen var yderligere to sekunder bagud.
Fire af roerne fra fireren, heriblandt Oskar og Gustav Goßler, var også med i otteren. Båden blev sidst i indledende heat, men kom ikke desto mindre i finalen, hvor de igen sluttede sidst.
Oskar Goßler blev senere forretningsmand og var blandt andet medejer af firmaet Goßler und Howaldt und John Monnington. Desuden grundlagde han Goßler Glasgespinst Fabrik GmbH. Han var endvidere sekretær i det tyske roforbund nogle år.